# 阿史那泥孰匐
阿史那 泥孰匐（呉音：あしな ないじゅくぶく、漢音：あしだ でいしゅくふく、拼音：Āshǐnà Níshúfú、? - 680年）は、羈縻（きび）政策下の東突厥の可汗。

## 生涯
調露元年（679年）10月、単于都護府の突厥首領である阿史徳温傅と阿史徳奉職の2部落が反乱を起こし、阿史那泥孰匐を立てて可汗とし、単于都護府の24州はこれに応じて叛いた。高宗は鴻臚卿の蕭嗣業・左領軍衛将軍の苑大智・右千牛衛将軍の李景嘉にこれを討たせたが、逆に阿史徳温傅に敗北し、兵士の死者は万余人となった。また高宗は詔で礼部尚書の裴行倹を定襄道行軍大総管とし、太僕少卿の李思文・営州都督の周道務ら30数万を率いて阿史徳温傅を討伐し、これを大破した。
調露2年（680年）3月、裴行倹は突厥軍を黒山（大青山）で大破し、その首領の奉職を捕えた。可汗の阿史那泥孰匐はその部下に殺された。

## 参考資料
- 『旧唐書』（本紀第五、列伝第一百四十四上）
- 『新唐書』（本紀第三、列伝一百四十上）